# Prešernov spomenik, Ljubljana
Prešernov spomenik je eden izmed najbolj znanih ljubljanskih spomenikov. To je zasluga arhitekta Maksa Fabianija, ki si je zamislil podstavek in lokacijo spomenika v izteku Miklošičeve in Čopove ulice. V spomin pesniku Francetu Prešernu je bil spomenik slovesno odkrit 10. septembra 1905. Kip, katerega avtor je akademski kipar Ivan Zajec, je sprva naletel na velik odpor in kritike med likovnimi poznavalci in v cerkvenih krogih, ker je nad pesnikovo glavo razgaljena muza. Ljubljanski nadškof Anton Bonaventura Jeglič je spisal protestno pismo tedanjemu županu Ivanu Hribarju in zahteval, da se kip umakne izpred cerkve. Zaradi njegove ogorčenosti nad kipom je politično-satirični dnevnik Osa v Ljubljani 11. novembra 1905 izdal pesem neznanega avtorja: Muza in škof - ljubljanska balada.
Med drugo svetovno vojno je spomenik postal simbolno zbirališče protestnikov, kasneje popularna točka, kjer se zberejo maturanti za spominske fotografije. Vsako leto ob Prešernovih obletnicah (3. december, 8. februar) kulturniki pod spomenikom recitirajo Prešernove verze.